# Andie MacDowell
Andie MacDowell (Gaffney, 21. travnja 1958.), američka filmska glumica. Pravo ime - Rosalie 'Anderson' MacDowell.

## Karijera
Odustala je od koledža kako bi postala "Eliteov" model, nakon čega je, zahvaljujući ponajprije izgledu nevine i dobre djevojke, dobila ponudu za prvu ulogu u filmu "Greystoke, legenda o Tarzanu". Uslijedili su "Vatra Svetog Elma", te "Seks, laži i videovrpce" u kojem joj je uloga kućanice donijela mnoge pohvale te joj pomogla da se etablira kao ozbiljna glumica. 
U svojem prvom braku udala se 1986. za rančera Paula Qualleyja, s kojim ima dvije kćeri i jednog sina. Od njega se rastala 1999.

## Nagrade i nominacije
Osvojena nagrada Saturn u kategoriji najbolje glumice (na filmu), za film Beskrajni dan (eng. Groundhog Day).

## Filmovi
- Barnyard (2006.)
- Tara Road (2005.)
- Beauty Shop (2005.)
- Dinner with Friends (2001.)
- Crush (2001.)
- Harrisonovo cvijeće (2000.)
- Kraj nasilja (1997.)
- Muppets from Space (1999.)
- Ja i moji dvojnici (1996.)
- Michael (1996.)
- Unstrung Heroes (1995.)
- Bad Girls (1994.)
- Četiri vjenčanja i sprovod (1994.)
- Kratki rezovi (1993.)
- Beskrajni dan (1993.)
- Igrač (1992.)
- The Object of Beauty (1991.)
- Hudson Hawk (1991.)
- Zelena karta (1990.)
- Seks, laži i videovrpce (1989.)
- Vatra Svetog Elma (1985.)
- Greystoke, legenda o Tarzanu (1984.)

## Vanjske poveznice
- Filmografija na IMDb
- Intervju  Arhivirana inačica izvorne stranice od 9. svibnja 2006. (Wayback Machine)